# Brantes
Brantes é uma comuna francesa na região administrativa da Provença-Alpes-Costa Azul, no departamento de Vaucluse. Estende-se por uma área de 28.18 km². Em 2010 a comuna tinha 91 habitantes (densidade: 3,2 hab./km²).